# Matchningsprincipen
Matchningsprincipen är ett begrepp i redovisning och förfarandet är att först bestämma periodens intäkter och sedan matcha utgifter med dessa intäkter, för att få periodens kostnader. Intäkterna minskade med dessa kostnader är periodens resultat. Utgifter för resurser med ett orsak-verkanförhållande med intäkter är produktkostnader, och dessa utgifter kostnadsförs när motsvarande intäkter intäktsförs. Det bästa exemplet är posten i resultaträkningen: Kostnad för sålda varor. Utgifter för resurser som nyttjas under flera år redovisas först som anläggningstillgångar, och dessa utgifter kostnadsförs genom avskrivningar av dessa anläggningstillgångar under deras nyttjandeperioder. Ett exempel är att utgiften för en maskin fördelas över det antal år som maskinen väntas producera varor som säljs och skapar intäkter. Utgifter för återstående resurser är periodkostnader och kostnadsförs omgående, som omkostnader. (I ett varutillverkande företag värderas typiskt varorna med ett omkostnadspålägg, för vissa omkostnader, varigenom en del av periodkostnaderna omvandlas till produktkostnader.) 